# Сантхия (подокруг)
Сантхия (бенг. সাঁথিয়া, англ. Santhia) — подокруг на северо-западе Бангладеш. Входит в состав округа Пабна. Образован в 1905 году. Административный центр — город Сантхия. Площадь подокруга — 331,56 км². По данным переписи 1991 года численность населения подокруга составляла 283 463 человека. Плотность населения равнялась 855 чел. на 1 км². Уровень грамотности населения составлял 23 %. Религиозный состав: мусульмане — 95,84 %, индуисты — 4,08 %, прочие — 0,08 %.